# Miles Donahue
Miles Donahue (* 19. August 1944 in Watertown (Massachusetts)) ist ein amerikanischer Jazzmusiker (Trompete, Saxophon, Piano, Komposition).

## Leben und Wirken
Donahue begann im Alter von zehn Jahren, gefördert durch seinen Vater, der selbst als Trompeter unter dem Einfluss von Roy Eldridge stand, mit dem Studium der Trompete. Als Student am Lowell State College hörte er Charlie Mariano und begann, auch Saxophon zu lernen. Am Lowell State College studierte er auch Klavier; während seiner Studienzeit spielte er als Trompeter in einer Soulband. Nachdem er das College abgebrochen hatte, heiratete Donahue und bekam zwei Kinder in jungen Jahren. Er arbeitete zunächst in verschiedenen Genres als Pianist und schrieb das Material für ein Jazzalbum des Flötisten Paige Brook (der damals zum New York Philharmonic gehörte). Erst Mitte der 1980er Jahre begann Donahue sich auf eine Karriere im Bereich des Jazz zu konzentrieren und wurde auch als Bläser wieder aktiv.
In den 1990er Jahren nahm Donahue mehrere Alben bei unabhängigen europäischen Labels auf; zunächst erschien Double Dribble bei Timeless Records (mit Kenny Werner, Bruce Gertz und George Schuller), 1994 The Good Listener bei RAM Records, bei dem sein Jugendfreund Jerry Bergonzi beteiligt war. Das italienische Label RAM veröffentlichte 1998 sein nächstes Album Simple Pleasures (mit Kenny Werner, George Garzone, Mick Goodrick, Bruce Gertz und Billy Hart). 2003 wurden vier Alben mit Donahues auf seinem eigenen Amerigo Label veröffentlicht. Im selben Jahr veröffentlichte Q and W Records das Album A Journey Home unter dem Bandnamen Donnachadha, das sich an irischer Musik orientiert und mit einem Streichorchester aufgenommen wurde. 2005 veröffentlichte er ein Album mit der Sängerin Maylyn Atkinson und ein Jazzalbum (mit Joey Calderazzo, John Patitucci und Adam Nussbaum). 2017 erschien (in verschiedenen Besetzungen) sein Album The Bug.
Donahue lehrt am Middleburry College. Sein Lehrbuch Jazz Workbook erschien 2005 bei Mel Bay Books. 